# Langue non attestée
Une langue non attestée est une langue décrite dans des œuvres de renom, alors que des recherches ultérieures démontrent que celle-ci n'a jamais existé. Certaines sont avérées ne pas exister tandis que d'autres ont très peu de preuves à l'appui et ont été retirées des études linguistiques. Il arrive parfois que deux ou plusieurs langues se trouvent être une langue unique, c'est notamment le cas des variétés linguistiques nommées d'après des lieux ou des ethnies.

## Canulars et erreurs
Certaines langues allégués se révèlent être des canulars, tels que le kukura (en) du Brésil ou le taensa de Louisiane. D'autres sont des erreurs honnêtes qui persistent dans la littérature bien qu'elles aient été corrigées par leurs auteurs originaux, comme le hongote, nom donné en 1892 à deux listes de mots coloniaux, l'une du tlingit et l'autre des langues salish, qui a été listé erronément comme langue de Patagonie. L'erreur a été corrigée à trois reprises la même année, néanmoins le hongote est toujours considéré comme une langue patagonne un siècle plus tard dans les travaux de Greenberg de 1987.

## Études menées par Glottolog
Glottolog, projet de base de données linguistiques de l'Institut Max Planck, classifie de nombreux dialectes ou langues, certains avec des codes ISO 639, comme douteux ou non attestés, soit ils ont été remplacés par une ou plusieurs entrées plus précises, soit ils ont été retirés parce qu'ils reposaient sur un malentendu au départ. En juillet 2022, 392 codes sont considérés comme dépréciés.

## Codes ISO 639-3 dépréciés
Le SIL International, qui a été désigné par l'Organisation internationale de normalisation comme organisme d'enregistrement pour les codes ISO 639-3, édite également la base de données linguistique Ethnologue, Languages of the World qui publie une nouvelle édition tous les quatre ans environ (depuis 1951 et depuis 2009 en ligne). Cette base de données est étroitement liée aux codes ISO 639-3 et certains d'entre eux sont parfois dépréciés, soit parce qu'il est prouvé que la langue associée n'existe pas, soit parce que celle-ci est considérée comme étant le doublon d'une autre. En juillet 2022, 368 codes sont considérés comme dépréciés.